# Pugnaso curtirostris
Pugnaso curtirostris is een straalvinnige vissensoort uit de familie van zeenaalden en zeepaardjes (Syngnathidae). De wetenschappelijke naam van de soort is voor het eerst geldig gepubliceerd in 1872 door Castelnau.